# Be Free -from Audition THE FIRST-
「Be Free -from Audition THE FIRST-」（ビー・フリー フロム・オーディション・ザ・ファースト）は、2021年6月28日に配信リリースされたTHE FIRST -BMSG Audition prod. by SKY-HI-による楽曲。
日本のアーティスト、SKY-HI（日高光啓）が設立したレーベル、BMSG主催によるボーイズグループ発掘オーディション及びその過程を密着した番組『THE FIRST』から誕生し、配信された楽曲。本楽曲は当オーディションの擬似プロ審査の課題曲として使用された。「Be Free」は、夢をつかみ取るためにオーディションに参加した参加者たちの気持ちを表現した1曲としている。
楽曲はChaki Zulu、sty、SKY-HIによる共作で制作された。プロデューサーのSKY-HIが直々にレコーディングやディレクションを行い、ボイストレーナーとして佐藤涼子が携わっている。
翌週の7月5日には、もう1チームのパフォーマンス楽曲として披露された「Move On -from Audition THE FIRST-」も配信された。
タイトルの「Be Free」は音楽事務所BMSGの"B"（頭文字）となっており、文字数はこの楽曲のパフォーマンス人数となっている。

## 歌唱メンバー
- ジュノン[1]
- レオ[1]
- ソウタ[1]
- マナト[1]
- レイ[1]
- ルイ[1]

## パフォーマンス
配信日である6月28日に、実際に番組『The FIRST』でも放映されたパフォーマンス部分のみを切り出した映像がYouTubeのBMSGチャンネルで公開された。このパフォーマンスの振付はダンスパフォーマンスグループ、s**t kingzのメンバーであるOguriが担当。公開された動画は公開から5日で100万回再生を突破した。

## 記録
iTunes Storeなどといった音楽配信サイトにて配信が行われ、オーディションの審査用の課題曲でありデビュー前の作品ではあるが、iTunesやオリコンのデイリーデジタルシングルチャートでは配信後総合1位を獲得。AWAやmu-moのランキングでも1位、LINE MUSICでは4位を記録した。
オリコン週間デジタルシングルランキング（2021年7月12日付）では7,908DLで9位を記録。Billboard JAPANのダウンロード・ソング・チャート“Download Songs”（2021年7月7日公開）では7,846DLで10位を記録している。

## 収録曲
| #         | タイトル                              | 作詞         | 作曲                     | 編曲      | 時間 |
| --------- | ------------------------------------- | ------------ | ------------------------ | --------- | ---- |
| 1.        | 「Be Free -from Audition THE FIRST-」 | sty 、SKY-HI | Chaki Zulu 、sty、SKY-HI |           | 3:25 |
| 合計時間: | 合計時間:                             | 合計時間:    | 合計時間:                | 合計時間: | 3:25 |

## チャート
| チャート                                | 最高順位 | 出典  |
| --------------------------------------- | -------- | ----- |
| Billboard Japan Download Songs          | 10       | [ 5 ] |
| オリコン 週間デジタルシングルランキング | 9        | [ 4 ] |